# معركة حرملة
معركة حرملة؛ حدثت في أواخر سنة 1339 هـ بين الملك عبد العزيز والأمير حسن بن علي بن عائض وانتهت بهزيمة حسن بن علي بن عائض أمير عسير وسقوط عسير تحت الحكم السعودي.

## سبب المعركة
تغيرت معاملة الأمير السعودي الأمير فهد بن عبد الكريم العقيلي للأمير حسن فواجههم آل عائض بالأمر فما تغير الوضع فاتجه الأمير حسن إلى حصن حرملة ولم تلبث مدة حتى شعر الأمير فهد بالقبائل تحيط بمدينة أبها وتحاصرها وكان على رأس الحركة الأمير محمد بن عبد الرحمن بن عائض وسعيد البطاط. ونزل الأمير حسن من حصنه في حرملة لقيادة الحركة واستمر الحصار عشرة أيام ثم تم الصلح على أن تغادر الحامية السعودية أبها وتنتقل إلى بلاد شهران وأن يتعهد الأمير حسن بعدم مس أحد من أفرادها بأذى ضمن حدود عسير وألا تعتدي هي من جهتها على أحد من الرعايا التابعة لأمارة عسير.
غادرت الحامية أبها وانتقلت إلى بلاد شهران وعندما وصلت إلى إمارة خميس شهران استقبلها أمير قبائل آل رشيد وشمل شهران الأمير سعيد بن مشيط وشيوخ قبائل آل رشيد وشيوخ قبائل بيشة ... ورفع الأمر إلى الملك عبد العزيز يطلبون منه النجدة. علم الأمير حسن ببقاء الحامية في خميس شهران فاعتبر أنها لا تزال تشكل خطراً على حدود إمارته فتتبعها على رأس جيش من عسير واشتبك الطرفان في معركة حامية ولكن سرعان ما تناقل جند حسن بن عائض عن وجود جيش يقوده الأمير فيصل لإمداد الجند وتعزيز القوة بخميس شهران، مما أدى إلى تراجع حسن بن عائض وقواته إلى أبها وإرسال المدد والتعزيزات إلى بيشة لردع ذلك الجيش .

## أحداث المعركة
سارع بإرسال جيش كثيف على رأسه إبنه فيصل بن عبد العزيز فوَصل إلى بيشة وتقدم نحو بلاد شهران وسارع أهل عسير بإمرة محمد بن عبد الرحمن بن عائض الذي رابط في حجلا وأرسل قوة لمساندة حامية بيشة وكانت قوات عسير قد وزعت في جهات عدة وبخاصة في الغرب خوفاً من كل طارئ يحدث أو من حركة يقوم بها الإدريسي تقدّم الأمير فيصل بن عبد العزيز والتقى في جنوب غربي بيشة بقوة من عسير وغيرهم وجههم الأمير حسن فبدد الأمير فيصل شملهم في موقع العين وتابع زحفه حتى إذ وصل إلى خميس شهران واستجمع قوات شهران وسار بهم مع جيشه نحو الغرب فالتقى في حجلا بقوة عسير.
خافت إحدى القبائل على أوطانها ففضّلت مغادرة حجلا والدفاع عن مواطنها من القوة السعودية التي أُرسلت من تلك الجهات وبعد أن جرت معركة مريرة في حجلا استمرت يومين قُتل فيها الأمير سعيد بن عبد الرحمن بن عائض رأى الأمير محمد أن ينسحب بقية المرابطين إلى مواطنهم وعاد هو إلى أبها بدون رجال ومنها سار إلى الحجاز يطلب النجدة كما سار الأمير فيصل بجيشه وقبائل شهران إلى أبها وتم دخولها عام 1340 هـ من غير قتال
اعتصم الأمير حسن بحصن حرملة... وجرت مراسلات بينه وبين الأمير فيصل إلا أنها لم تصل إلى نتيجة فتقدمت سرية سعودية نحو حرملة واستطاعت دخولها بعد عدة معارك إلا أن الأمير حسن قد نجا بنفسه وأهله واتجه نحو الغرب... علم الإدريسي بخبر الأمير حسن فطلب من عامله على رجال المع مصطفى النعمي أن يتعقب الأمير حسن ويقبض عليه ويرسله إليه إلى صبيا أو يسلمه إلى الأمير فيصل... إلا أن ابن عائض استطاع الإفلات من مصطفى النعمي والانضمام إلى جيش الشريف حسين الذي كان قد وصل من مكة وعلى رأسه الشريف راجح والأمير محمد بن عبد الرحمن بن عائض الذي سار إلى الحجاز بعد دخول الأمير فيصل أبها.
أما الأمير فيصل فبعد دخوله أبها نصّب عليها أحد رجالاته الأمير سعد بن عفيصان وعاد إلى الرياض. تمركز الجيش الحجازي في بارق واتجه نحو السراة عن طريق عقبة ((ساقين)) حيث تمركز في باحة تنومة فأرسل أبن عفيصان سرية بقيادة ابنه سليمان فالتقى بالجيش الحجازي الزاحف نحو أبها في بلاد بالأسمر في موقع ((مسفرة)) فانهزم الجيش السعودي وقُتل قائده سليمان بن سعد بن عفيصان وعشق بن شلفوت وأُسر عدد من الجند وتقدم الجيش الحجازي نحو أبها وعلى مقدمته الأمير حسن وابن عمه محمد بن عبد الرحمن بن عائض فحاصر الجيش أبها واستسلمت المدينة واعتصمت الحامية السعودية في قصر شدا مدة عشرين يوما وكادت أن تستسلم إلا أن النجدة جائتها من نجد بقيادة اثنين من رجال الملك عبد العزيز الأوفياء هما محمد بن سعد بن نجيفان وخالد بن جامع العتيبي وفي الوقت نفسه طلب الشريف حسين من جيشه الانسحاب من أبها والتوجه نحو الطائف لمعاونة بقية قواته التي تصطدم هناك بالقوات السعودية
وانسحب آل عائض إلى حرملة وأطلقوا سراح أسراهم. توفي سعد بن عفيصان عام1341هـ وتولى إمارة أبها مكانه الأمير محمد بن سعد بن نجيفان واستمر في إمارته لمدة أربعة أشهر حيث أُبدل بالأمير عبد العزيز بن إبراهيم الذي أقنع الأمير حسن بن عائض بالتوجه من حرملة إلى خميس شهران بمقر إمارتها بذهبان في ضيافة الأمير سعيد بن مشيط وشيوخ قبيلته آل رشيد وتحت الحماية وعدم الاعتداء والتفاوض معه
وانتهى الاتفاق بإرسال الأمير حسن إلى الرياض مع كبار أسرته ومنهم الأمير محمد بن عبد الرحمن وناصر بن عبد الرحمن وعائض بن عبد الرحمن وعبد الله بن عبد الرحمن وعائض بن عبد الله بن محمد وعائض بن علي بن محمد ومحمد بن ناصر بن عبد الرحمن ومحمد بن علي بن محمد وعائض بن عبد الله بن محمد ومحمد بن عبد العزيز الغامدي شيخ قبائل غامد ومحمد بن مسلط الوصال حيث بقي الأمير حسن في الرياض حتى وافاه أجله عام 1357هـ وباستسلام الأمير حسن أصبحت عسير جزءاً من المملكة العربية السعودية.
| سبقه معركة حجلا | معارك توحيد المملكة العربية السعودية 1339هـ | تبعه معركة السبلة |